# Dietersdorf (Schweitenkirchen)
Dietersdorf ist ein Ortsteil der Gemeinde Schweitenkirchen im Landkreis Pfaffenhofen an der Ilm (Bayern).

## Lage
Das Kirchdorf liegt auf freier Flur circa zwei Kilometer südöstlich von Schweitenkirchen.

## Geschichte
Dietersdorf war Sitz einer Hofmark des kurfürstlichen Ratskanzlers Johann Amoni. Bei einem Brand im Jahr 1801 wurden das Schloss Dietersdorf und die damalige Kirche schwer beschädigt und teilweise abgerissen. Die 1818 mit dem zweiten Gemeindeedikt begründete Gemeinde Dietersdorf mit dem Ortsteil Schaching wurde zum 1. Januar 1884 aufgelöst. Der Ort Dietersdorf wurde nach Aufham eingemeindet, Schaching kam zu Schweitenkirchen. Im Rahmen der Gemeindegebietsreform wurde Dietersdorf am 1. Mai 1978 mit Aufham nach Schweitenkirchen eingegliedert.

## Sehenswürdigkeiten
- Katholische Kapelle St. Magdalena von 1835
- Passionskreuz, sogenanntes Reiterkreuz, im Güntersdorfer Feld, 19. Jahrhundert